# Мельник Ірина Василівна
Іри́на Васи́лівна Ме́льник — радянська і українська акторка театру і кіно. Член Національної спілки кінематографістів України. Заслужена артистка України (2003).

## Життєпис
Народилася 30 березня 1962-го у Фастові на Київщині в родині кінематографістів.
У 1983 році закінчила школу-студію МХАТу.
У 1983—2001 роках — артистка Театру-студії Кіностудії ім. Довженка.
Від 2001 — акторка Київського теату драми і комедії на Лівому березі Дніпра.
Також працювала у київських театрах «АРС», «Золоті ворота», «Браво»; Українському театрі у Москві.

## Фільмографія
Художні фільми
- 1981 — Жінки жартують серйозно — Женя
- 1983 — Климко — дівчина
- 1984 — …І чудова мить перемоги — Світлана Чернова
- 1984 — Володчине життя (т/ф) — Ніна
- 1984 — У привидів у полоні — епізод
- 1985 — Подвиг Одеси — Таня
- 1985 — Дайте нам чоловіків! — Нонна
- 1988 — Погляд — Лола
- 1991 — Особиста зброя
- 1992 — Сердца трех (реж. Володимир Попков)
- 1995 — Партитура на могильному камені
- 1995 — Страчені світанки
- 1998 — Тупик (реж. Г. Кохан)
- 2001 — «На полі крові. Aceldama» (реж. Ярослав Лупій)
- 2006 — «Родичі» (реж. І. Забара)
- 2007 — «Садівник» (реж. О. Фіалко)
- 2011 — «Костоправ» (реж. В. Мельниченко, В. Чигинський, О. Альошечкін)
- 2013 — «Я поряд» (реж. В. Янощук)
- 2015 — «Заради любові я все зможу» (реж. Є. Баранов, І. Забара)
- 2016 — «Хазяйка» (реж. Б. Недіч)
- 2021 — «Чому я живий» — Ганна, мати Фросі
- 2021 — «Кава з кардамоном»

Телесеріали
- 1995 — Острів любові (реж. Олег Бійма)
- 2014 — Поверни мою любов
- 2018 — Прислуга
- 2019 — У неділю зранку зілля копала
- 2019 — Сонячний листопад
- 2019 — На твоєму боці
- 2020 — Жіночі секрети

Актриса озвучення
- 2010 — Клан Сопрано — Лівія Сопрано

## Нагороди та номінації
- Премія України в галузі театрального мистецтва «Київська пектораль» (2018) — номінація в категорії «Найкраще виконання жіночої ролі другого плану» за роль у виставі «Кохання навпомацки»